# Edició prínceps
Edició prínceps (en llatí editio princeps) és la primera edició impresa d'una obra, immediatament posterior als manuscrits de l'autor i a la còpia per als impressors. L'expressió s'ha de comprendre amb el sentit primer del mot llatí princeps, és a dir, ‘primer’ en el sentit temporal.
El terme se sol aplicar a la primera edició d'un clàssic, d'un autor medieval, impresa al segle xv o a la primera meitat del segle xvi. Per a altres obres s'empren les locucions primera edició o edició original.
Per exemple, l'editio princeps d'Homer és la de Demetrius Chalcondyles, que es creu que és de l'any 1488. Els texts més importants dels clàssics grecs i romans es van editar en la seva major part en editiones principes cap a l'any 1500. En alguns casos hi ha publicacions parcials en traduccions (per exemple del grec al llatí), i aleshores es diu que és una primera edició.
Aquest terme s'ha estès a obres legals i altres documents significatius.